# Ida Abdon
Ida Eleonora Erhardina Abdon, född Linhardt den 8 januari 1884 i Malmö, död den 5 mars 1959, i Snogeröd, var en svensk målare. 
Hon var dotter till byggmästaren Per Linhardt och Hilda Billberg. Efter avslutad skolgång vid Malmö högre läroverk för flickor studerade Ida Abdon konst vid Tekniska skolan samt en kortare tid som elev till Carl Wilhelmson i Stockholm. Hon fortsatte därefter studierna vid Det Kongelige Danske Kunstakademi i Köpenhamn. Som konstnär har hon framför allt målat landskapsmotiv från Skånes sydkust.
Åren 1908–1928 vare hon gift med stadsingenjören John Abdon och de fick barnen Sten Abdon 1909, Nils-Olof Abdon 1910 och Karin Eleonora Abdon 1912, gift med Rolf Blomberg.
Ida Abdon är begravd på Östra kyrkogården i Malmö.